# Puig de la Canal del Cristall
El Puig de la Canal del Cristall és una muntanya de 2.583 metres que es troba entre els municipis de Josa i Tuixén, a la comarca de l'Alt Urgell i de Montellà i Martinet, a la comarca de la Cerdanya.